# دولپه‌ای‌ها (گیاه)
محتوا از دولپه‌ای‌ها به اینجا ادغام شد.

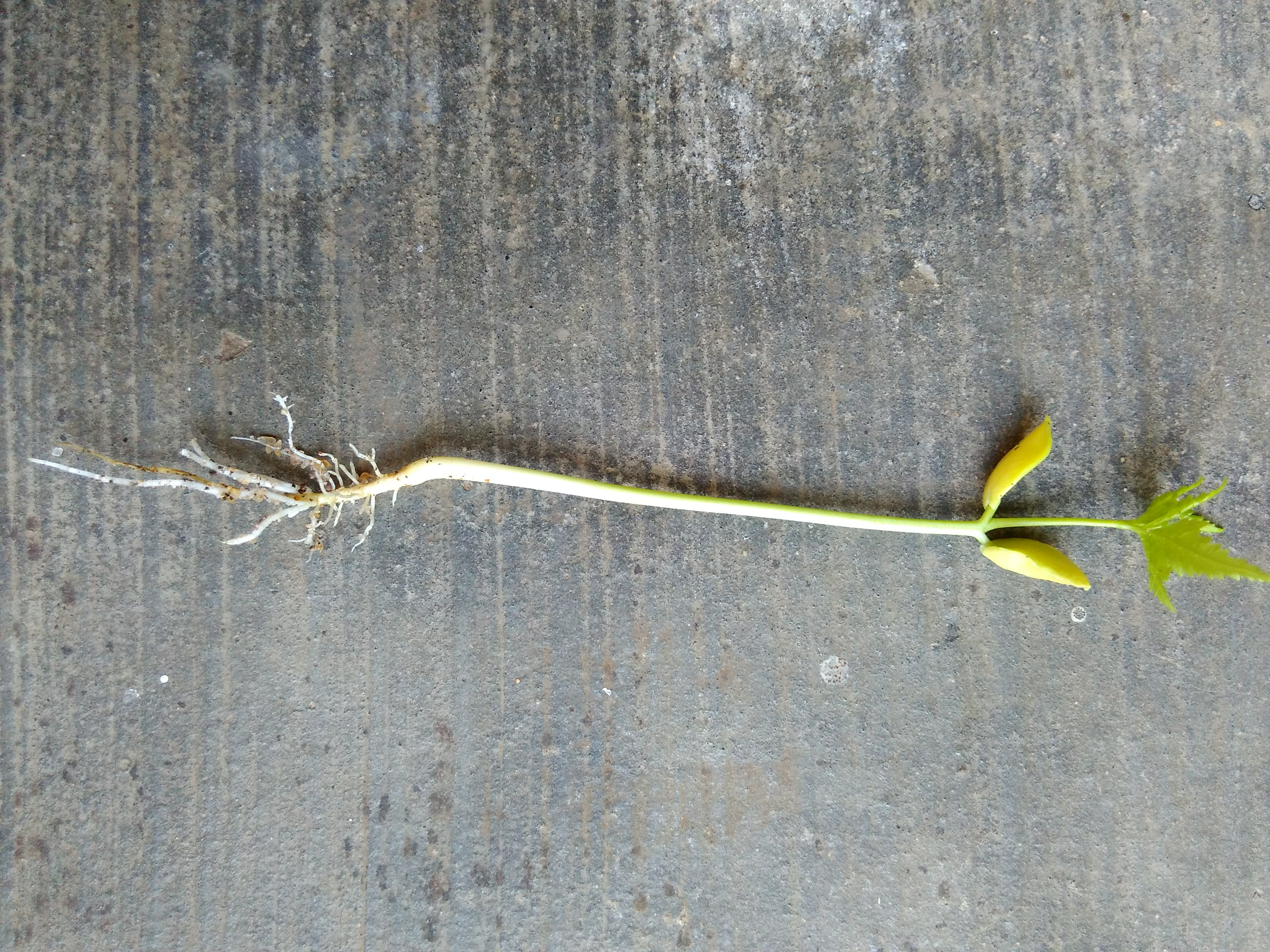
یک گیاه دولپه

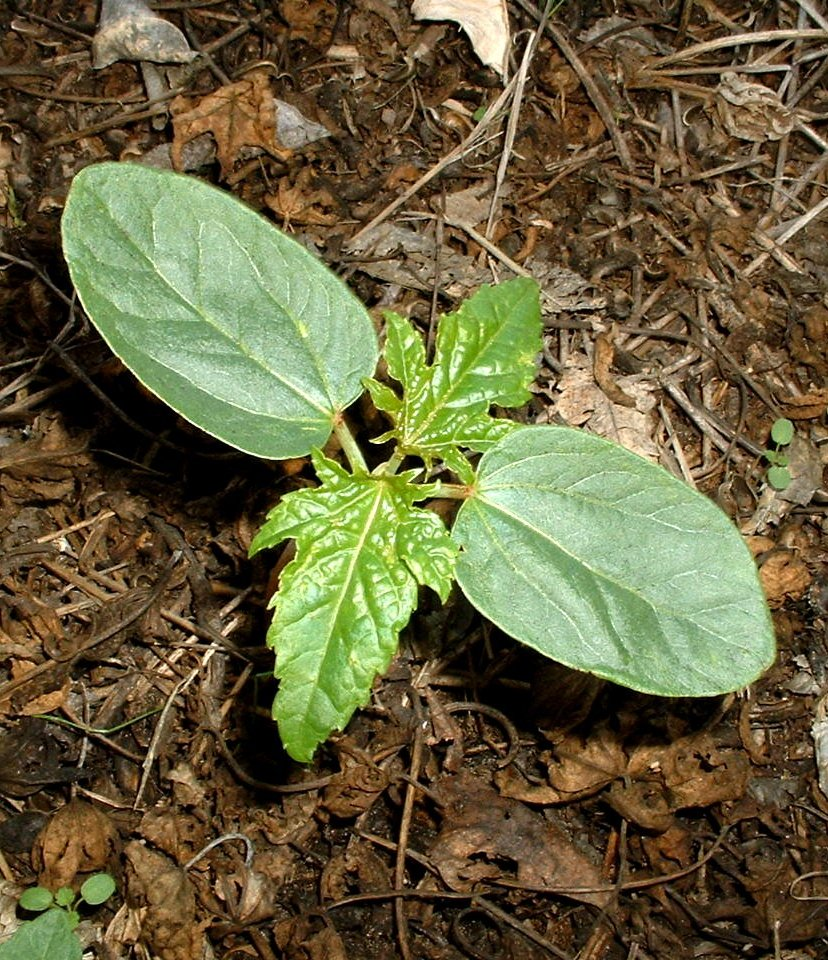
نگاره‌ای از گیاه کرچک تازه‌روییده. جفت‌های برگ‌ها کاملاً نشان‌دهندهٔ دولپه‌ای بودن این گیاه هستند.

دولپه‌ای‌ها یا گیاهان دولپه (به انگلیسی: Dicotyledon) دسته‌ای از گیاهان گلدار هستند که بذر آن‌ها از دو لپه تشکیل شده است. در حدود ۲۰۰۰۰۰ گونه از گیاهان در این دسته وجود دارند. در مقابل این گروه، گیاهان گلداری که بذرشان دولپه‌ای نیست، گیاهان تک‌لپه نام دارند. در دولپه‌ای‌ها گل‌ها به سه گروه بی‌گلبرگ، جداگلبرگ و پیوسته‌گلبرگ تقسیم می‌شوند که بی‌گلبرگ‌ها مانند بید، فندق، بلوط و گردو، جداگلبرگ‌ها مانند تیره‌های شب‌بو، خشخاش، مرکبات و پیوسته‌گلبرگ‌ها مانند نعناع، گل گاوزبان و سیب‌زمینی هستند.

## ویژگی‌ها
ساقهٔ هوایی دولپه‌ای‌ها اغلب منشعب است، دسته‌جات آوندی در ساقه و روی یک دایره قرار دارند، اغلب آن‌ها دارای ریشه راست هستند، رگبرگ‌ها منشعب و غیرموازی و به شکل‌های گوناگون است.
ساختار ظاهری این گیاهان شبیه به ساقه جوان گیاهان چوبی است. اما جوانه‌ها برهنه و در سراسر عمر گیاه فعال‌اند. تعداد قطعات گل ۴ یا ۵ یا مضربی از این اعداد است، دولپه‌ای‌ها نسبت به تک‌لپه‌ای‌ها، گستردگی و تنوع بیشتری دارند، اکثر گل‌ها، سبزی‌ها، درختچه‌ها و درختان گلدار از این گروه هستند.

## طبقه‌بندی
گیاهان دانه‌دار به دو زیرشاخهٔ بازدانگان و نهاندانگان تقسیم می‌شود. زیرشاخهٔ نهاندانگان شامل دو ردهٔ تک‌لپه‌ای‌ها و دولپه‌ای‌ها می‌باشد. دولپه‌ای‌ها خود شامل دولپه‌ای‌های بی‌گلبرگ، دولپه‌ای‌های جداگلبرگ و دولپه‌ای‌های پیوسته‌گلبرگ می‌باشد که تعداد زیادی از گیاهان دانه‌دار را در خود جای داده‌اند.

### دولپه‌ای‌های جداگلبرگ (به انگلیسی: Dialypetalae)
گیاهانی هستند با گل‌های کامل و دو جنسه که پوشش گل آن‌ها به صورت کاسبرگ و گلبرگ تمایز یافته و اجزای گل در چرخه‌های متوالی و به صورت متناوب باهم قرار دارند و گرده افشانی در آن‌ها به‌وسیلهٔ حشرات صورت می‌گیرد. جداگلبرگ‌ها بالغ بر ۷۰هزار گونهٔ گیاهی هستند و براساس ساختمانِ نهنج و نحوهٔ قرارگرفتن اجزای گل در سه گروه فرعی قرار می‌گیرند.

### تالامیفلورها
که در آن‌ها نهنج گل برآمده یا گنبدی شکل است و اجزای گل مستقیماً بر روی نهنج استقرار یافته‌اند و شامل ۵ راسته است.
آلاله‌سانان (Ranales): که برچه‌ها جدا از هم و اجزای گل غالباً در روی یک خط مارپیچی در سطح نهنج قرار دارند.
راسته پاریتال (parietals): که برچه‌ها پیوسته بهم و تمکن آن‌ها جانبی است.
راسته گوتیفرال (Gutti ferales): که برچه‌ها پیوسته بهم و تمکن آن‌ها محوری و کاسبرگ‌ها در داخل غنچه گل، همپوشان هستند.
راسته ختمی (Malvales): که برچه‌ها پیوسته بهم و تمکن آن‌ها محوری و کاسبرگ‌ها در داخل گل به صورت کفه‌ای قرار دارند.
راسته فرفیون (Euphorbiales): که برچه‌ها پیوسته بهم و تمکن آن‌ها محوری، گل‌ها یک جنسه و غالباً فاقد گلبرگ هستند.

### دیسیفلورها
که در آن‌ها نهنج گل برآمده یا گنبدی شکل است و اجزای گل در سطح دستگاه مولد شهد یا به حالت فررفته در آن قرار دارند.
راسته شمعدانی (Geraniales): نافه شامل دو ردیف پرچم و دستگاه ترشحی به صورت غده‌هایی در پای پرچم‌ها قرار دارد.
راسته افرا (Sapindales): نافه شامل دو ردیف پرچم و دستگاه مولد شهد به صورت یک صفحه در محوطه خارجی پرچم‌ها قرار دارند.
چنارسانان (Celastrales): نافه شامل یک ردیف پرچم و دستگاه مولد شهد در داخل پرچم‌ها و خارج پرچم‌ها قرار دارد.

### کالسیفلورها
سه جزء خارجی اجزای گل یعنی کاسبرگها، گلبرگ‌ها و پرچم‌ها از قسمت زیرین خود بهم پیوسته‌اند و نهنج پیاله مانند یا کوزه‌ای شکل را در انتهای دمگل به وجود آورده‌اند. این گروه شامل ۵ راسته است.
راسته گل سرخ (Rosales)
راسته چتریان (Umbellales)
راسته مورد (Myrtales)
راسته گل ساعتی (Passiflorales)
راسته کاکتوس‌ها (Cactales)

### دولپه‌ای‌های پیوسته گلبرگ (به انگلیسی: Sympetalae)
این گیاهان بالغ بر ۵۰ هزار گونه هستند. گلبرگ‌ها در این گیاهان به‌هم‌پیوسته هستند. در اغلب پیوسته گلبرگ‌ها پرچم‌ها به قسمت داخلی جام گل پیوستهاند. این گروه از گیاهان شامل ۱۱ راسته هستند که در سه گروه قرار می‌گیرند.

#### گروه اول
پیوسته‌گلبرگ‌های ۵ پیرامونی، با تخمدان فوقانی و ۵ برچه.
راسته اریکال (Ericales): ابتدایی‌ترین راسته هستند، جام گل گاهی ناپیوسته، نافه ۱۰ پرچمی و پرچم‌ها غیر متصل به گلبرگها.
راسته پامچال (Primulales): جام گل پیوسته، پرچم‌ها به قسمت داخلی جام گل پیوسته‌اند.
راسته خرمالو (Ebenales)
راسته (Plumbaginales)

#### گروه دوم
پیوسته‌گلبرگ‌های ۴ پیرامونی، با تخمدان فوقانی و ۲ برچه.
راسته Gentianales: که از این راسته می‌توان به زیتون، زبان گنجشک و یاسمن اشاره کرد.
راسته Polemoniales: که از این راسته می‌توان به گاو زبان، سیب زمینی و گوجه فرنگی اشاره کرد.
راسته Personales: که از این راسته می‌توان به گل میمون، گل جالیز و کنجد اشاره کرد.
راسته Lamiales: که از این راسته می‌توان به نعنا، بارهنگ و شاه پسند اشاره کرد.

#### گروه سوم
پیوسته‌گلبرگ‌های ۴ پیرامونی، با تخمدان تحتانی و ۲ برچه.
راسته گل استکانی (Campanulales): که شامل گل استکانی و کدو است.
راسته روناس (Rubiales): که شامل تیره روناس و بداغ است.
راسته گل مینا (Asterales): که شامل تیره گل مینا، تیره سنبل‌الطیب و تیره خواجه باشی می‌باشد.

### دولپه‌ای‌های بی‌گلبرگ (به انگلیسی: Monochlamideae)
راسته کازوآرینال (Casuarinales): گیاهانی هستند درختی با ظاهری شبیه دم اسبیان و گل‌ها یک جنسه می‌باشد.
راسته آمنتال (Amentales): در این راسته تیره‌های بید، راش، فندق و گردو قرار دارد.
راسته گزنه (Urticales): در این راسته تیره‌های گزنه، توت، نارون و شاهدانه قرار دارد.
راسته دانه مرکزیان (Centrospermales): در این راسته تیره‌های اسفناج، گل میخک، چغندر و لاله عباسی قرار دارد.
راسته علف هفت بند (Polygonales): در این راسته تیره‌های ترشک، علف هفت بند و ریواس قرار دارد.
راسته Santalales: که در این راسته تیره معروف دارواش قرار دارد.